# Verwaltungsgemeinschaft Elbe-Stremme-Fiener

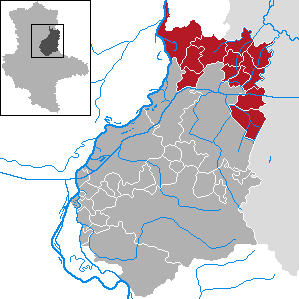
Lage der Verwaltungsgemeinschaft im Landkreis Jerichower Land

In der Verwaltungsgemeinschaft Elbe-Stremme-Fiener des Landkreises Jerichower Land waren 13 Gemeinden zur Erledigung ihrer Verwaltungsgeschäfte zusammengeschlossen. Die VG wurde am 1. Januar 2005 aus den Gemeinden der aufgelösten Verwaltungsgemeinschaften Jerichow und Stremme-Nordfiener gebildet.
Der Verwaltungssitz befand sich in der nicht zur Verwaltungsgemeinschaft gehörenden Stadt Genthin.
Am 1. Januar 2010 wurde die Verwaltungsgemeinschaft aufgelöst. Die Gemeinden schlossen sich zur neuen Einheitsgemeinde Stadt Jerichow zusammen.
In der Verwaltungsgemeinschaft Elbe-Stremme-Fiener lebten 7.942 Einwohner (31. Dezember 2006) auf einer Fläche von 269,89 km². Letzter Verwaltungsleiter war Peter Schwindack.

## Ehemalige Mitgliedsgemeinden mit ihren Ortsteilen
- Brettin mit Annenhof
- Demsin mit Dreihäuser, Großdemsin, Kleindemsin, Kleinwusterwitz und Werdershof
- Stadt Jerichow mit Kleinmangelsdorf, Klietznick, Mangelsdorf und Steinitz
- Kade mit Belicke, Kader Schleuse und Neubuchholz
- Karow mit Elisenau
- Klitsche mit Altenklitsche, Neuenklitsche und Wohnstätten Schäferei und Wilhelmsthal
- Nielebock mit Seedorf
- Redekin mit Neuredekin und Scharteucke
- Roßdorf mit Dunkelforth
- Schlagenthin mit Hahnenhütten, Jungviehhof, Kuxwinkel und Neue Hütten
- Wulkow mit Altbellin, Blockdamm, Großwulkow, Havemark, Hohenbellin und Kleinwulkow
- Zabakuck mit Güssow